# Southbya
Southbya là một chi rêu trong họ Arnelliaceae.